# Темера
Темера (лат. Temera hardwickii) — единственный вид скатов рода темер семейства лат. Narkidae отряда электрических скатов. Это хрящевые рыбы, ведущие донный образ жизни, с крупными, уплощёнными грудными и брюшными плавниками, образующими почти круглый диск, и коротким, толстым хвостом, оканчивающимся мускулистым хвостовым плавником. Единственный электрический скат, у которого отсутствуют спинные плавники. Они способны генерировать электрический ток. Обитают в восточной части Индийского и западной части Тихого океана. Максимальная зарегистрированная длина 18 см, возможно, это самая маленькая хрящевая рыба. Окраска ровного светло-коричневого цвета. Эти скаты размножаются яйцеживорождением.

## Таксономия
Темеры были впервые научно описаны английским зоологом Джоном Эдуардом Грэем в 1831 году. Отчёт был составлен на основании двух образцов собранных в водах Пенанга, Малайзия, и подаренных Британскому музею генералом Томасом Хардвиком, в честь которого был назван новый вид. Джон Эдвард Грей отметил, что темеры наиболее близкородственны с родом нарок, поскольку у них отсутствуют спинные плавники, тогда как у представителей рода нарок имеется лишь один спинной плавник, а у остальных электрических скатов по два. Проведённое в 2012 году филогенетическое исследование на основании морфологии подтвердило близкую связь нарок с темерами.

## Ареал
Ареал темер простирается от Андаманского моря по южной границе между Таиландом и Мьянмой, через Малаккский пролив до Сингапура и северного побережья Вьетнама. Их присутствие в водах Таиланда вызывает сомнения. Есть единичные данные об особях из Саравака, Борнео. Эти донные рыбы предпочитают мягкий грунт и встречаются на континентальном шельфе как у берега, так и в открытом море. В 19 веке они круглый год в изобилии попадались в Малаккском проливе.

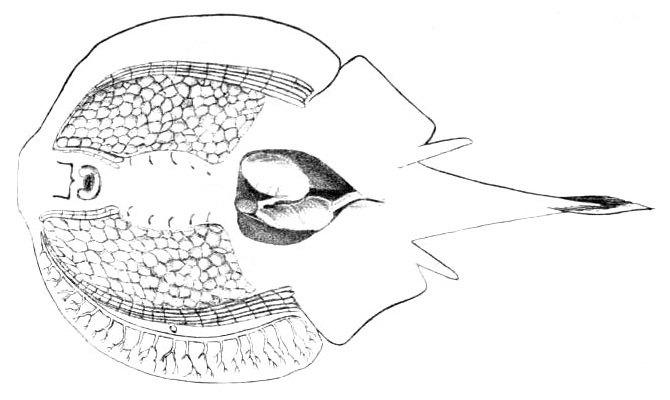
На рисунке видны крупные электрические органы ската.

## Описание
Грудные плавники, образуют почти овальный диск. У взрослых скатов ширина диска превосходит длину, а у молодых он может быть круглым или длиннее, чем шире. По обе стороны головы сквозь кожу проглядывают электрические парные органы в форме почек. Небольшие глаза выдаются над поверхностью тела. Сразу позади глаз расположены маленькие брызгальца с гладкими приподнятыми краями. Между мелкими круглыми ноздрями имеется кожаный лоскут, покрывающий рот. Ноздри соединяются с углами рта парой бороздок. Выступающий маленький рот слегка изогнут. Мелкие зубы имеют шестигранное основание и собраны в узкие ряды. Ни нижней стороне диска расположены пять пар коротких жаберных щелей.
Свободные концы крупных и широких брюшных плавников у самцов выгнуты сильнее, чем у самок; основание плавников слегка перекрывается грудными плавниками. У взрослых самцов имеются толстые и короткие птеригоподии. Массивный хвост намного короче диска. Он оканчивается крупным треугольным хвостовым плавником, верхняя и нижняя лопасти которого почти симметричны. Мягкая кожа лишена чешуи. Спинные плавники отсутствуют. Окраска дорсальной поверхности ровного светло-коричневого цвета, иногда имеются тёмные или светлые отметины. Вентральная поверхность бледнее, грудные и брюшные плавники имеют тёмную окантовку. Максимальная зарегистрированная длина 18 см, а средняя длина не превышает 8,2 см при весе 13 г. Возможно, темеры являются самыми маленькими хрящевыми рыбами. Данные о поимке особи длиной 46 см вызывают сомнения.

## Биология
Темеры являются донными морскими рыбами. Защищаясь они способны нанести электрический удар. Их электрические органы состоят из электроцитов, специализированных клеток, произошедших из мускульных волокон и заполненных желеобразной субстанцией. Эти электроциты выстроены пяти- и шестигранными столбиками, образующими электрические органы, которые функционируют подобно батареям с параллельным соединением. Рацион темер состоит из мелких донных беспозвоночных. Устройство мощных челюстей этих скатов даёт основание предположить, что они способны раздробить добычу, заключённую в твердый панцирь или раковину. В 1850 Теодор Эдвард Кантор писал в своём отчёте, что под кожей темер часто паразитируют крошечные черви, которых он назвал Cysteocercus temerae.
Темеры размножаются яйцеживорождением, подобно прочим электрическим скатам. Единственная обнаруженная до настоящего времени беременная самка имела длину 10,5 см и вынашивала 4 эмбриона на поздней стадии развития длиной около 2,9 см. Молодые скаты по форме и окраске мало отличаются от взрослых, однако диск у них твёрже. Самцы и самки достигают половой зрелости при длине 8,2—10,9 см и 10,5—14,8 см, соответственно.

## Взаимодействие с человеком
Эти скаты не представляют интереса для коммерческого рыболовства. Иногда они попадаются в качестве прилова при траловом и прочем донном промысле. Пойманных рыб, как правило, выбрасывают за борт, однако уровень выживаемости у них низкий. Международный союз охраны природы присвоил этому виду статус «Уязвимый».